# Ptilopachus nahani
Ptilopachus nahani е вид птица от семейство Phasianidae. Видът е застрашен от изчезване.

## Разпространение
Видът е разпространен в Демократична република Конго и Уганда.